# 채수응
채수응(1982년 9월 18일 ~ )은 대한민국의 영화 감독이자 각본가, 배우, 영화 제작자이다.
채수응은 7살때 처음 캠코더를 접한 계기로 시작하여 생애의 반을 한국, 미국, 중국을 오가며 여러 장르와 역할을 아우르는 제너럴리스트 영화인으로 작품활동을 이어가고 있다.

## 생애

#### 영화인으로서의 삶
채수응은 1982년 9월 18일 서울특별시에서 태어났다. 1994년 제1회 서울YMCA 청소년 비디오 축제 입상으로 관객을 처음 만났으며, 단편 ‘아름다운 하루(1998)’ 로 제1회 청소년영상페스티벌에 입상하였다. 미국 유학시절 휴학하며 본격적인 업계입문을 했으며  'CSI:마이애미 시즌3(2005)’에 무명의 조명팀으로 참여하는 등 다수의 작품활동을 하며 미국 센트럴 플로리다 대학교 (University of Central Florida)의 영화연출과를 졸업했다.
귀국후 군복무중 연출한 장편 ‘이곳이 나의군대(2009)’가 이태리 군사영화제 대통령상을 수상했고, 2006년 테마파크 쇼라이터로 3D 라이드 영상 연출을 맡았던 경험을 통해 김용화 감독의 ‘미스터고(2013)’에서 3D프로듀서로 참여했다. 이후 (주)덱스터스튜디오 소속 프로듀서로 활동하며 연출한 단편 ‘쿵푸로봇(2014)’은 중국 완다사가 저작권을 인수하며 윤제균 감독의 차기작으로 선정되었던 적도 있다.
또한 ‘적인걸3(2018)’에서 시각효과 전문 프로듀서로 참여하며 제 55회 금마장 영화제와 제 38회 홍콩필름어워드에서 최우수 시각효과상 후보에 올랐고, 추상미 감독의 장편 다큐멘터리 ‘폴란드로 간 아이들(2018)’ 을 제작하기도 했다.
서극 감독의 작품에 참여하며 만든 첫 상업장편 데뷔작 ‘초능소년사건(2016)’은 중국 개봉이 늦춰지자 ‘초능력소년사건(2018)’으로 완성되어 제 23회 부천국제판타스틱 영화제의 경쟁부문으로 초청된바 있다.
VR의 대중화가 가속되는 시기인 2017년에 영화와 테마파크 어트랙션을 접목한 ‘화이트 래빗’의 연출과 설계를 맡아 제71회 칸국제영화제와 제21회 부천국제판타스틱영화제에 초청되기도 했다. 이후,  ‘버디(2018)’를 연출하여 제75회 베니스국제영화제 경쟁부문에서 최우수 VR익스피리언스 작품상(Best VR Experience)을 수상한 아시아의 최연소 수상 감독이 된다. 관객이 직접 캐릭터와 소통하고 체험하는 상호 작용 스토리텔링 (Interactive Storytelling) 기법을 도입한 새로운 VR영화의 문법을 제시했다는 평을 받았다.
2019년에는 헐리우드의 티무르 베크맘베토프 감독과 ‘서치(2018)’의 제작자가 공동제작을 맡은 영화 ‘블라인드 러브(BLIND LOVE, 2019)’를 차기 연출작으로 발표했다.
인간과 기술의 접점에서 보여지는 ‘트랜스휴머니즘(transhumanism)’을 다양한 작품활동을 통해 보여주고 있다.

## 작품활동

### 장편
| 년도 | 작품                                                                                               | 역할               |
| ---- | -------------------------------------------------------------------------------------------------- | ------------------ |
| 2019 | 블라인드 러브 (BLIND LOVE)                                                                         | 각색 및 연출       |
| 2018 | 초능력 소년사건 (Lapse) - 제 23회 부천국제판타스틱영화제 경쟁부문 초청                             | 각본 및 연출, 제작 |
| 2018 | 적인걸 3 (Young Detective Dee: The Four Heavenly Kings)                                            | 시각효과 총감      |
| 2017 | 폴란드로 간 아이들 (The Children Gone to Poland) - 제23회 부산국제영화제 와이드앵글 부문 공식 초청 | 제작               |
| 2014 | 타이거마운틴 (The Taking Of Tiger Mountain)                                                        | 기술 프로듀서      |
| 2014 | 신촌좀비만화 (MAD SAD BAD)                                                                         | 3D 프로듀서        |
| 2013 | 적인걸 2 (Young Detective Dee: Rise of the Sea Dragon)                                             | 3D 프로듀서        |
| 2013 | 미스터고 (Mr. Go 3D)                                                                               | 3D 프로듀서        |
| 2013 | 더엑스 (The X)                                                                                     | 기술자문           |
| 2009 | 이곳이 나의 군대 (TV장편) - 제21회 이태리국제군사영화제 그랑프리 이탈리아 대통령상 수상작          | 각본 및 연출       |
| 1999 | 죽은새 - EBS '10대, 우리가 말한다' 특집방영작                                                      | 각본 및 연출       |
| 1998 | 어둠속이야기 - EBS '10대, 우리가 말한다' 특집방영작                                                | 각본 및 연출       |

### 단편
| 년도 | 작품                                                                        | 역할         |
| ---- | --------------------------------------------------------------------------- | ------------ |
| 2015 | 쿵푸로봇 (Kungfu Robot)                                                     | 각본 및 연출 |
| 2014 | Digital Human: Someone                                                      | 각본 및 연출 |
| 2008 | Universe Connection (HD) - 2008 Slamdance 영화제 상영작                     | 촬영         |
| 2007 | 피난의 도시 (City of Refuge)                                                | 각본 및 연출 |
| 2007 | The Group                                                                   | 촬영         |
| 2006 | 207 디귿자 아파트 - 2008 KBS 독립영화관 추석특집, 네이버 오늘의 영화 선정작 | 촬영감독     |
| 2006 | Mental Reservation                                                          | 각본 및 연출 |
| 2006 | In My Old Drawer                                                            | 각본 및 연출 |
| 2006 | Heart of an Ocean                                                           | 각본 및 연출 |
| 2005 | NEIGHBORS                                                                   | 촬영         |
| 2004 | 피에타 (Pieta) - Orlando 36hr Film Festival 입상                            | 각본 및 연출 |
| 2004 | Porcelain Malice / CCR Productions                                          | 연출         |
| 1998 | 아름다운하루 - 제1회 청소년영상페스티벌 은빛작품상                          | 각본 및 연출 |
| 1994 | 사촌찾아 삼만리 - 제1회 YMCA 청소년 영화제 관객상                           | 각본 및 연출 |

### VR
| 년도 | 작품                                                                      | 역할         |
| ---- | ------------------------------------------------------------------------- | ------------ |
| 2018 | Buddy VR - 베니스국제영화제 Best VR Experience 수상작                     | 각본 및 연출 |
| 2017 | 화이트래빗 - 제71회 칸영화제 상영작, 제21회 부천국제판타스틱영화제 상영작 | 각본 및 연출 |

### 기타
| 년도 | 분류          | 작품                                                                | 역할                     |
| ---- | ------------- | ------------------------------------------------------------------- | ------------------------ |
| 2008 | 뮤직비디오    | K-O의 'Here We Go' - 유튜브 카타고리별 최다조회수                   | 제작 및 연출             |
| 2007 | 뮤직비디오    | Plies featuring T-Pain 'Shawty' / Atlantic Records - MTV TRL 방영작 | 조명                     |
| 2006 | 전시/테마파크 | 올랜도 미디어 컨버젼스 랩 (Orlando MCL)                             | 시뮬레이터 특수영상 작가 |
| 2005 | 전시/테마파크 | 태백안전체험테마파크 / (주)대림산업, (주)중앙디자인(JAD)            | 테마파크 쇼라이터        |

### 배우출연
| 년도 | 작품                                                                | 역할        |
| ---- | ------------------------------------------------------------------- | ----------- |
| 2014 | 타이거마운틴 The Taking Of Tiger Mountain/ 智取威虎山 (감독 : 서극) | 조연 레이   |
| 2010 | 거울아 거울아 (Mirror Mirror)                                       | 조연 김영민 |

### 방송출연
| 년도 | 방송 | 역할 |
| ---- | --- | ---- |
| 2018 | 아리랑 TV [Heart to Heart 2018] Ep.81 - Director Chuck Chae who won an award at the Venice Int'l Film Festival | 출연 |
| 2018 | TBS Radio - Interview : BUDDY VR Interview : KOREASCAPE                                                        | 출연 |
| 2018 | KBS World Radio - Interview : KOREA24                                                                          | 출연 |
| 2018 | 채널i 산업뉴스 - VR 애니메이션 ‘버디 VR’‥캐릭터와 직접 교감                                                    | 출연 |
| 2018 | 남의북의 14회 \"건강한 식탁\" 공개방송 (with 영화감독 채수응)                                                  | 출연 |
| 2017 | MBC 다큐프라임 325회 도시, 진화를 꿈꾸다                                                                       | 출연 |
| 2016 | KBS 연예가중계 1619회 - 춘사영화상                                                                             | 출연 |
| 2013 | CCTV 인터뷰 - [视频]关注第三届北京国际电影节：27个项目签约 中外合拍项目增长_新闻频道_央视网                    | 출연 |
| 1998 | EBS ‘10대,우리가 말한다‘                                                                                       | 출연 |